# بهرام سیاوشان
بهرام سیاوشان (پارسی میانه: Wahrām Siyāvakhšan) یک فرمانده ایرانی بود که از بهرام چوبین پشتیبانی کرده و نقش فعالی را در مراحل اولیه جنگ داخلی ساسانیان ایفا کرد. او سرانجام در سال ۵۹۰ میلادی در حالی که سعی در کشتن بهرام چوبین داشت، به دست او کشته شد.